# Oscar a la millor actriu secundària
L'Oscar a la millor actriu secundària és una de les categories dels Premis Oscar que anualment entrega l'Acadèmia de les Arts i les Ciències Cinematogràfiques a Los Angeles, Califòrnia. El premi reconeix a l'actriu que ha efectuat la millor interpretació de suport de tota la indústria cinematogràfica. Les actrius són nominades pels membres de l'Acadèmia que també es dediquen a l'actuació però, les guanyadores surten elegides dels vots de tots els membres de l'Acadèmia. Amb el sistema actual, una actriu és nominada per una representació específica d'una sola pel·lícula i tals nominacions estan limitades a cinc per any.

## Història
En els últims 78 anys, l'Acadèmia ha atorgat un total de 78 Premis a la Millor Actriu Secundària a 76 actrius diferents. Les guanyadores d'aquesta categoria reben la familiar estatueta daurada Oscar, que representa a un cavaller armat amb una espasa esperant dempeus sobre un rotlle de pel·lícula de cinc radis. Cada radi simbolitza una de les cinc branques originals de l'Acadèmia: actors, guionistes, directors, productors i tècnics. Malgrat tot, fins de la cerimònia dels Oscars de 1943 rebien una placa commemorativa, i des de llavors ja van ser premiades amb les estatuetes Oscar. La primera guanyadora va ser Gale Sondergaard, l'any 1936, amb la seva interpretació a Anthony Adverse. L'última guanyadora ha estat Lupita Nyong'o, l'any 2013, amb la seva participació a 12 anys d'esclavitud.
Fins a la Vuitena cerimònia dels Oscars (1935), les nominacions pel Premi a la Millor Actriu pretenien incloure a totes les actrius, tant si la seva interpretació era d'un paper principal com secundari. No obstant això, a partir de la Novena cerimònia dels Premis (1936) es va incloure la categoria a la millor actriu secundària com un premi diferent després de diversos comentaris que expressaven el seu disgust amb la classificació, ja que es creia que afavoria a les interpretacions principals que comptaven amb més temps de pantalla. Malgrat tot, May Robson va ser nominada com a Millor Actriu (Lady for a Day, 1933) amb una interpretació clarament secundària. Actualment, els Premis d'actuació presentats anualment per l'Acadèmia de les Arts i les Ciències Cinematogràfiques són quatre: l'Oscar al millor actor, l'Oscar a la millor actriu, l'Oscar al millor actor secundari i l'Oscar a la millor actriu secundària.

## Guanyadores i nominades
En les llistes que segueixen, la guanyadora del premi es mostra en primer lloc i en negreta, la segueixen les altres nominades. Cada entrada individual mostra el nom de l'actriu seguida pel títol de la pel·lícula i el nom del personatge que interpretava. Seguint la pràctica de l'Acadèmia, les pel·lícules detallades en la llista estan classificades segons l'any de la seva nominació oficial a Los Angeles el qual és, normalment, l'any de la seva estrena.

### Dècada del 1930
| Any                  | Actriu                     | Pel·lícula              | Paper |
| -------------------- | -------------------------- | ----------------------- | ----- |
| 1936                 |                            |                         |       |
| Gale Sondergaard     | Anthony Adverse            | Faith Paleologus        |       |
| Beulah Bondi         | The Gorgeous Hussy         | Rachel Jackson          |       |
| Alice Brady          | My Man Godfrey             | Angelica Bullock        |       |
| Bonita Granville     | These Three                | Mary Tilford            |       |
| Maria Uspénskaia     | Dodsworth                  | Baronesa Von Obersdorf  |       |
| 1937                 |                            |                         |       |
| Alice Brady          | In Old Chicago             | Sra. Molly O'Leary      |       |
| Andrea Leeds         | Dames de teatre            | Kaye Hamilton           |       |
| Anne Shirley         | Stella Dallas              | Laurel "Lollie" Dallas  |       |
| Claire Trevor        | Punt mort                  | Francie                 |       |
| May Whitty           | Night Must Fall            | Sra. Bramson            |       |
| 1938                 |                            |                         |       |
| Fay Bainter          | Jezebel                    | Tia Belle Massey        |       |
| Beulah Bondi         | Of Human Hearts            | Mary Wilkins            |       |
| Billie Burke         | Merrily We Live            | Sra. Emily Kilbourne    |       |
| Spring Byington      | No us l'endureu pas        | Penny Sycamore          |       |
| Miliza Korjus        | The Great Waltz            | Carla Donner            |       |
| 1939                 |                            |                         |       |
| Hattie McDaniel      | Allò que el vent s'endugué | Mammy                   |       |
| Olivia de Havilland  | Allò que el vent s'endugué | Melanie Hamilton Wilkes |       |
| Geraldine Fitzgerald | Cims borrascosos           | Isabella Linton         |       |
| Edna May Oliver      | Drums Along the Mohawk     | Sra. McKlennar          |       |
| Maria Uspénskaia     | Cita d'amor                | Àvia Janou              |       |

### Dècada del 1940
| Any                  | Actriu                     | Pel·lícula                    | Paper |
| -------------------- | -------------------------- | ----------------------------- | ----- |
| 1940                 |                            |                               |       |
| Jane Darwell         | El raïm de la ira          | Ma Joad                       |       |
| Judith Anderson      | Rebecca                    | Sra. Danvers                  |       |
| Ruth Hussey          | The Philadelphia Story     | Elizabeth Imbrie              |       |
| Barbara O'Neil       | All This, and Heaven Too   | Duquessa de Praslin           |       |
| Marjorie Rambeau     | Camí de roses              | Mamie Adams                   |       |
| 1941                 |                            |                               |       |
| Mary Astor           | The Great Lie              | Sandra Kovak                  |       |
| Sara Allgood         | Que verda era la meva vall | Beth Morgan                   |       |
| Patricia Collinge    | La lloba                   | Birdie Hubbard                |       |
| Teresa Wright        | La lloba                   | Alexandra Giddens             |       |
| Margaret Wycherly    | El sergent York            | Mare York                     |       |
| 1942                 |                            |                               |       |
| Teresa Wright        | Mrs. Miniver               | Carol Beldon Miniver          |       |
| Gladys Cooper        | Now, Voyager               | Sra. Henry Windle Vale        |       |
| Agnes Moorehead      | Els magnífics Amberson     | Fanny Minafer                 |       |
| Susan Peters         | Random Harvest             | Kitty Chilcet                 |       |
| May Whitty           | Mrs. Miniver               | Lady Beldon                   |       |
| 1943                 |                            |                               |       |
| Katina Paxinou       | For Whom the Bell Tolls    | Pilar                         |       |
| Gladys Cooper        | The Song of Bernadette     | Germana Marie Therese Vauzous |       |
| Anne Revere          | The Song of Bernadette     | Louise Soubirous              |       |
| Paulette Goddard     | So Proudly We Hail!        | Joan O'Doul                   |       |
| Lucile Watson        | Watch on the Rhine         | Fanny Farrelly                |       |
| 1944                 |                            |                               |       |
| Ethel Barrymore      | Un cor en perill           | Ma Mott                       |       |
| Jennifer Jones       | Since You Went Away        | Jane Deborah Hilton           |       |
| Angela Lansbury      | Gaslight                   | Nancy Oliver                  |       |
| Aline MacMahon       | Dragon Seed                | Dona de Ling Tan              |       |
| Agnes Moorehead      | Mrs. Parkington            | Aspasia Conti                 |       |
| 1945                 |                            |                               |       |
| Anne Revere          | El foc de la joventut      | Sra. Araminty Brown           |       |
| Eve Arden            | Mildred Pierce             | Ida Corwin                    |       |
| Ann Blyth            | Mildred Pierce             | Veda Pierce Forrester         |       |
| Angela Lansbury      | The Picture of Dorian Gray | Sibyl Vane                    |       |
| Joan Lorring         | The Corn is Green          | Bessie Watty                  |       |
| 1946                 |                            |                               |       |
| Anne Baxter          | The Razor's Edge           | Sopie Nelson Macdonald        |       |
| Ethel Barrymore      | L'escala de cargol         | Sra. Warren                   |       |
| Lillian Gish         | Duel in the Sun            | Laura Belle McCanles          |       |
| Flora Robson         | Saratoga Trunk             | Angelique Buiton              |       |
| Gale Sondergaard     | Anna i el rei de Siam      | Lady Thiang                   |       |
| 1947                 |                            |                               |       |
| Celeste Holm         | Gentleman's Agreement      | Anne Dettrey                  |       |
| Ethel Barrymore      | The Paradine Case          | Lady Sophie Horfield          |       |
| Gloria Grahame       | Foc creuat                 | Ginny Tremaine                |       |
| Marjorie Main        | The Egg and I              | Ma Kettle                     |       |
| Anne Revere          | Gentleman's Agreement      | Sra. Green                    |       |
| 1948                 |                            |                               |       |
| Claire Trevor        | Cayo Largo                 | Gaye Dawn                     |       |
| Barbara Bel Geddes   | Mai l'oblidaré             | Katrin Hanson                 |       |
| Ellen Corby          | Mai l'oblidaré             | Tia Trina                     |       |
| Agnes Moorehead      | Johnny Belinda             | Aggie McDonald                |       |
| Jean Simmons         | Hamlet                     | Ofèlia                        |       |
| 1949                 |                            |                               |       |
| Mercedes McCambridge | All the King's Men         | Sadie Burke                   |       |
| Ethel Barrymore      | Pinky                      | Srta. Em                      |       |
| Celeste Holm         | Come to the Stable         | Germana Escolàstica           |       |
| Elsa Lanchester      | Come to the Stable         | Amelia Potts                  |       |
| Ethel Waters         | Pinky                      | Àvia de la Pinky              |       |

### Dècada del 1950
| Any                  | Actriu                    | Pel·lícula          | Paper |
| -------------------- | ------------------------- | ------------------- | ----- |
| 1950                 |                           |                     |       |
| Josephine Hull       | Harvey                    | Veta Louise Simmons |       |
| Hope Emerson         | Caged                     | Evelyn Harper       |       |
| Celeste Holm         | Tot sobre Eva             | Karen Richards      |       |
| Nancy Olson          | Sunset Boulevard          | Betty Schaeffer     |       |
| Thelma Ritter        | Tot sobre Eva             | Birdie Coonan       |       |
| 1951                 |                           |                     |       |
| Kim Hunter           | A Streetcar Named Desire  | Stella Kowalski     |       |
| Joan Blondell        | The Blue Veil             | Annie Rawlins       |       |
| Mildred Dunnock      | La mort d'un viatjant     | Linda Loman         |       |
| Lee Grant            | Detective Story           | La cigarrera        |       |
| Thelma Ritter        | The Mating Season         | Ellen McNulty       |       |
| 1952                 |                           |                     |       |
| Gloria Grahame       | The Bad and the Beautiful | Rosemary Bartlow    |       |
| Jean Hagen           | Cantant sota la pluja     | Lina Lamont         |       |
| Colette Marchand     | Moulin Rouge              | Marie Charlet       |       |
| Terry Moore          | Come Back, Little Sheba   | Marie Buckholder    |       |
| Thelma Ritter        | With a Song in My Heart   | Clancy              |       |
| 1953                 |                           |                     |       |
| Donna Reed           | D'aquí a l'eternitat      | Alma Burke          |       |
| Grace Kelly          | Mogambo                   | Linda Nordley       |       |
| Geraldine Page       | Hondo                     | Angie Lowe          |       |
| Marjorie Rambeau     | Torch Song                | Sra. Stewart        |       |
| Thelma Ritter        | Pickup on South Street    | Moe Williams        |       |
| 1954                 |                           |                     |       |
| Eva Marie Saint      | La llei del silenci       | Edie Doyle          |       |
| Nina Foch            | Executive Suite           | Erica Martin        |       |
| Katy Jurado          | Llança trencada           | Sra. Devereaux      |       |
| Jan Sterling         | The High and the Mighty   | Sally McKee         |       |
| Claire Trevor        | The High and the Mighty   | May Holst           |       |
| 1955                 |                           |                     |       |
| Jo Van Fleet         | A l'est de l'edèn         | Kate                |       |
| Betsy Blair          | Marty                     | Clara Snyder        |       |
| Peggy Lee            | El blues de Pete Kelly    | Rose Hopkins        |       |
| Marisa Pavan         | The Rose Tattoo           | Rosa Delle Rose     |       |
| Natalie Wood         | Rebel sense causa         | Judy                |       |
| 1956                 |                           |                     |       |
| Dorothy Malone       | Escrit en el vent         | Marylee Hadley      |       |
| Mildred Dunnock      | Baby Doll                 | Tia Rose Comfort    |       |
| Eileen Heckart       | The Bad Seed              | Hortense Daigle     |       |
| Mercedes McCambridge | Gegant                    | Luz Benedict        |       |
| Patty McCormack      | The Bad Seed              | Rhoda Penmark       |       |
| 1957                 |                           |                     |       |
| Miyoshi Umeki        | Sayonara                  | Katsumi Kelly       |       |
| Carolyn Jones        | La nit dels marits        | L'existencialista   |       |
| Elsa Lanchester      | Testimoni de càrrec       | Srta. Plimsoll      |       |
| Hope Lange           | Peyton Place              | Selena Cross        |       |
| Diane Varsi          | Peyton Place              | Allison MacKenzie   |       |
| 1958                 |                           |                     |       |
| Wendy Hiller         | Taules separades          | Pat Cooper          |       |
| Peggy Cass           | La tia Mame               | Agnes Gooch         |       |
| Martha Hyer          | Com un torrent            | Gwen French         |       |
| Maureen Stapleton    | Lonelyhearts              | Fay Doyle           |       |
| Cara Williams        | Fugitius                  | Mare de Billy       |       |
| 1959                 |                           |                     |       |
| Shelley Winters      | The Diary of Anne Frank   | Petronella Van Daan |       |
| Hermione Baddeley    | Un lloc a dalt de tot     | Elspeth             |       |
| Susan Kohner         | Imitació de la vida       | Sarah Jane Johnson  |       |
| Juanita Moore        | Imitació de la vida       | Annie Johnson       |       |
| Thelma Ritter        | Pillow Talk               | Alma                |       |

### Dècada del 1960
| Any                 | Actriu                                  | Pel·lícula                 | Paper |
| ------------------- | --------------------------------------- | -------------------------- | ----- |
| 1960                |                                         |                            |       |
| Shirley Jones       | Elmer Gantry                            | Lula Baines                |       |
| Glynis Johns        | Tres vides errants                      | Sra. Firth                 |       |
| Shirley Knight      | A dalt de l'escala és fosc              | Reenie Flood               |       |
| Janet Leigh         | Psicosi                                 | Marion Crane               |       |
| Mary Ure            | Sons and Lovers                         | Clara Dawes                |       |
| 1961                |                                         |                            |       |
| Rita Moreno         | West Side Story                         | Anita                      |       |
| Fay Bainter         | La calúmnia                             | Sra. Amelia Tilford        |       |
| Judy Garland        | Els judicis de Nuremberg                | Sra. Irene Hoffman Wallner |       |
| Lotte Lenya         | La primavera romana de la senyora Stone | Comtessa                   |       |
| Una Merkel          | Summer and Smoke                        | Sra. Winemiller            |       |
| 1962                |                                         |                            |       |
| Patty Duke          | El miracle d'Anna Sullivan              | Helen Keller               |       |
| Mary Badham         | To Kill a Mockingbird                   | Jean Louise "Scout" Finch  |       |
| Shirley Knight      | Dolç ocell de joventut                  | Heavenly Finley            |       |
| Angela Lansbury     | El missatger de la por                  | Sra. John Iselin           |       |
| Thelma Ritter       | L'home d'Alcatraz                       | Elizabeth Stroud           |       |
| 1963                |                                         |                            |       |
| Margaret Rutherford | Hotel International                     | Duquessa de Brighton       |       |
| Diane Cilento       | Tom Jones                               | Molly Seagrim              |       |
| Edith Evans         | Tom Jones                               | Srta. Western              |       |
| Joyce Redman        | Tom Jones                               | Sra. Waters                |       |
| Lilia Skala         | Els lliris dels prats                   | Mare Superiora Maria       |       |
| 1964                |                                         |                            |       |
| Lila Kedrova        | Zorba the Greek                         | Madame Hortense            |       |
| Gladys Cooper       | My Fair Lady                            | Sra. Higgins               |       |
| Edith Evans         | The Chalk Garden                        | Sra. St. Maugham           |       |
| Grayson Hall        | La nit de la iguana                     | Judith Fellowes            |       |
| Agnes Moorehead     | Hush… Hush, Sweet Charlotte             | Velma Cruther              |       |
| 1965                |                                         |                            |       |
| Shelley Winters     | A Patch of Blue                         | Rose-Ann D'Arcy            |       |
| Ruth Gordon         | La rebel                                | Sra. Clover                |       |
| Joyce Redman        | Othello                                 | Emilia                     |       |
| Maggie Smith        | Othello                                 | Desdemona                  |       |
| Peggy Wood          | Somriures i llàgrimes                   | Mare abadesa               |       |
| 1966                |                                         |                            |       |
| Sandy Dennis        | Qui té por de Virginia Woolf?           | Honey                      |       |
| Wendy Hiller        | Un home per a l'eternitat               | Alice More                 |       |
| Jocelyne LaGarde    | Hawaii                                  | Reina Malama               |       |
| Vivien Merchant     | Alfie                                   | Lily                       |       |
| Geraldine Page      | Ara ja ets tot un home                  | Margery Chanticleer        |       |
| 1967                |                                         |                            |       |
| Estelle Parsons     | Bonnie i Clyde                          | Blanche Barrow             |       |
| Carol Channing      | Millie, una noia moderna                | Muzzy                      |       |
| Mildred Natwick     | Descalços pel parc                      | Ethel Banks                |       |
| Beah Richards       | Endevina qui ve a sopar                 | Sra. Prentice              |       |
| Katharine Ross      | El graduat                              | Elaine Robinson            |       |
| 1968                |                                         |                            |       |
| Ruth Gordon         | La llavor del diable                    | Minnie Castevet            |       |
| Lynn Carlin         | Faces                                   | Maria Frost                |       |
| Sondra Locke        | The Heart Is a Lonely Hunter            | Mick Kelly                 |       |
| Kay Medford         | Funny Girl                              | Rose Brice                 |       |
| Estelle Parsons     | Rachel, Rachel                          | Calla Mackie               |       |
| 1969                |                                         |                            |       |
| Goldie Hawn         | Flor de cactus                          | Toni Simmons               |       |
| Catherine Burns     | Last Summer                             | Rhoda                      |       |
| Dyan Cannon         | Bob, Carol, Ted i Alice                 | Alice Henderson            |       |
| Sylvia Miles        | Cowboy de mitjanit                      | Cass                       |       |
| Susannah York       | They Shoot Horses, Don't They?          | Alice                      |       |

### Dècada del 1970
| Any               | Actriu                                                                      | Títol del film            | Paper |
| ----------------- | --------------------------------------------------------------------------- | ------------------------- | ----- |
| 1970              |                                                                             |                           |       |
| Helen Hayes       | Airport                                                                     | Ada Quonsett              |       |
| Karen Black       | Five Easy Pieces                                                            | Rayette Dipesto           |       |
| Lee Grant         | The Landlord                                                                | Joyce Enders              |       |
| Sally Kellerman   | M*A*S*H                                                                     | Margaret Houlihan         |       |
| Maureen Stapleton | Airport                                                                     | Inez Guerrero             |       |
| 1971              |                                                                             |                           |       |
| Cloris Leachman   | L'última projecció                                                          | Ruth Popper               |       |
| Ellen Burstyn     | L'última projecció                                                          | Lois Farrow               |       |
| Barbara Harris    | Who Is Harry Kellerman and Why Is He Saying Those Terrible Things About Me? | Allison Densmore          |       |
| Margaret Leighton | El missatger                                                                | Sra. Maudsley             |       |
| Ann-Margret       | Carnal Knowledge                                                            | Bobbie                    |       |
| 1972              |                                                                             |                           |       |
| Eileen Heckart    | Les papallones són lliures                                                  | Sra. Baker                |       |
| Jeannie Berlin    | El trencacors                                                               | Lila Kolodny              |       |
| Geraldine Page    | Pete i Tillie                                                               | Gertrude                  |       |
| Susan Tyrrell     | Ciutat daurada                                                              | Oma                       |       |
| Shelley Winters   | L'aventura del Posidó                                                       | Belle Rosen               |       |
| 1973              |                                                                             |                           |       |
| Tatum O'Neal      | Paper Moon                                                                  | Addie Loggins             |       |
| Linda Blair       | L'exorcista                                                                 | Regan MacNeil             |       |
| Candy Clark       | American Graffiti                                                           | Debbie Dunham             |       |
| Madeline Kahn     | Paper Moon                                                                  | Trixie Delight            |       |
| Sylvia Sidney     | Summer Wishes, Winter Dreams                                                | Sra. Pritchett            |       |
| 1974              |                                                                             |                           |       |
| Ingrid Bergman    | Assassinat a l'Orient Express                                               | Greta Ohlsson             |       |
| Valentina Cortese | La nit americana                                                            | Severine                  |       |
| Madeline Kahn     | Selles de muntar calentes                                                   | Lili Von Shtupp           |       |
| Diane Ladd        | Alícia ja no viu aquí                                                       | Florence Jean Castleberry |       |
| Talia Shire       | El Padrí II                                                                 | Connie Corleone           |       |
| 1975              |                                                                             |                           |       |
| Lee Grant         | Xampú                                                                       | Felicia Karpf             |       |
| Ronee Blakley     | Nashville                                                                   | Barbara Jean              |       |
| Sylvia Miles      | Adéu, nena                                                                  | Jessie Halstead Florian   |       |
| Lily Tomlin       | Nashville                                                                   | Linnea Reese              |       |
| Brenda Vaccaro    | Jacqueline Susann's Once Is Not Enough                                      | Linda Riggs               |       |
| 1976              |                                                                             |                           |       |
| Beatrice Straight | Network                                                                     | Louise Schumacher         |       |
| Jane Alexander    | Tots els homes del president                                                | Judy Hoback               |       |
| Jodie Foster      | Taxi Driver                                                                 | Iris Steensma             |       |
| Lee Grant         | El viatge dels maleïts                                                      | Lillian Rosen             |       |
| Piper Laurie      | Carrie                                                                      | Margaret White            |       |
| 1977              |                                                                             |                           |       |
| Vanessa Redgrave  | Julia                                                                       | Julia                     |       |
| Leslie Browne     | The Turning Point                                                           | Emilia Rodgers            |       |
| Quinn Cummings    | La noia de l'adéu                                                           | Lucy McFadden             |       |
| Melinda Dillon    | Encontres a la tercera fase                                                 | Jillian Guiler            |       |
| Tuesday Weld      | Buscant el Sr. Goodbar                                                      | Katherine Dunn            |       |
| 1978              |                                                                             |                           |       |
| Maggie Smith      | California Suite                                                            | Diana Barrie              |       |
| Dyan Cannon       | El cel pot esperar                                                          | Julia Farnsworth          |       |
| Penelope Milford  | Coming Home                                                                 | Vi Munson                 |       |
| Maureen Stapleton | Interiors                                                                   | Pearl                     |       |
| Meryl Streep      | El caçador                                                                  | Linda                     |       |
| 1979              |                                                                             |                           |       |
| Meryl Streep      | Kramer contra Kramer                                                        | Joanna Kramer             |       |
| Jane Alexander    | Kramer contra Kramer                                                        | Margaret Phelps           |       |
| Barbara Barrie    | Primera volada                                                              | Evelyn Stoller            |       |
| Candice Bergen    | Starting Over                                                               | Jessica Potter            |       |
| Mariel Hemingway  | Manhattan                                                                   | Tracy                     |       |

### Dècada del 1980
| Any                         | Actriu                            | Pel·lícula                | Paper |
| --------------------------- | --------------------------------- | ------------------------- | ----- |
| 1980                        |                                   |                           |       |
| Mary Steenburgen            | Melvin and Howard                 | Lynda Dunmar              |       |
| Eileen Brennan              | Private Benjamin                  | Capitana Doreen Lewis     |       |
| Eva Le Gallienne            | Resurrection                      | Àvia Pearl                |       |
| Cathy Moriarty              | Toro salvatge                     | Vickie Thailer LaMotta    |       |
| Diana Scarwid               | Inside Moves                      | Louise                    |       |
| 1981                        |                                   |                           |       |
| Maureen Stapleton           | Rojos                             | Emma Goldman              |       |
| Melinda Dillon              | Sense malícia                     | Teresa Perrone            |       |
| Jane Fonda                  | On Golden Pond                    | Chelsea Thayer Wayne      |       |
| Joan Hackett                | Només quan ric                    | Toby Landau               |       |
| Elizabeth McGovern          | Ragtime                           | Evelyn Nesbit             |       |
| 1982                        |                                   |                           |       |
| Jessica Lange               | Tootsie                           | Julie Nichols             |       |
| Glenn Close                 | El món segons Garp                | Jenny Fields              |       |
| Teri Garr                   | Tootsie                           | Sandy Lester              |       |
| Kim Stanley                 | Frances                           | Lillian Farmer            |       |
| Lesley Ann Warren           | Víctor, Victòria                  | Norma Cassady             |       |
| 1983                        |                                   |                           |       |
| Linda Hunt                  | L'any que vam viure perillosament | Billy Kwan                |       |
| Cher                        | Silkwood                          | Dolly Pelliker            |       |
| Glenn Close                 | The Big Chill                     | Sarah Cooper              |       |
| Amy Irving                  | Yentl                             | Hadass                    |       |
| Alfre Woodard               | Retorn a Cross Creek              | Geechee                   |       |
| 1984                        |                                   |                           |       |
| Peggy Ashcroft              | Passatge a l'Índia                | Sra. Moore                |       |
| Glenn Close                 | El millor                         | Iris Gaines               |       |
| Lindsay Crouse              | En un racó del cor                | Margaret Lomax            |       |
| Christine Lahti             | Torn de tarda                     | Hazel                     |       |
| Geraldine Page              | Set de poder                      | Sra. Ritter               |       |
| 1985                        |                                   |                           |       |
| Anjelica Huston             | L'honor dels Prizzi               | Maerose Prizzi            |       |
| Margaret Avery              | El color púrpura                  | Shug Avery                |       |
| Amy Madigan                 | Twice in a Lifetime               | Sunny Sobel               |       |
| Meg Tilly                   | Agnès de Déu                      | Germana Agnès             |       |
| Oprah Winfrey               | El color púrpura                  | Sofia Johnson             |       |
| 1986                        |                                   |                           |       |
| Dianne Wiest                | Hannah i les seves germanes       | Holly                     |       |
| Tess Harper                 | Crimes of the Heart               | Chick Boyle               |       |
| Piper Laurie                | Fills d'un déu menor              | Sra. Norman               |       |
| Mary Elizabeth Mastrantonio | El color dels diners              | Carmen                    |       |
| Maggie Smith                | Una habitació amb vista           | Charlotte Bartlett        |       |
| 1987                        |                                   |                           |       |
| Olympia Dukakis             | Encís de lluna                    | Rose Castorini            |       |
| Norma Aleandro              | Gaby: A True Story                | Florència                 |       |
| Anne Archer                 | Atracció fatal                    | Beth Gallagher            |       |
| Anne Ramsey                 | Tira la mama daltabaix del tren   | Sra. Lift                 |       |
| Ann Sothern                 | The Whales of August              | Tisha Doughty             |       |
| 1988                        |                                   |                           |       |
| Geena Davis                 | El turista accidental             | Muriel Pritchett          |       |
| Joan Cusack                 | Working Girl                      | Cyn                       |       |
| Frances McDormand           | Crema Mississippi                 | Sra. Pell                 |       |
| Michelle Pfeiffer           | Les amistats perilloses           | Madame Marie de Tourvel   |       |
| Sigourney Weaver            | Working Girl                      | Katharine Parker          |       |
| 1989                        |                                   |                           |       |
| Brenda Fricker              | My Left Foot                      | Brenda Brown              |       |
| Anjelica Huston             | Enemies, a Love Story             | Tamara Broder             |       |
| Lena Olin                   | Enemies, a Love Story             | Masha                     |       |
| Julia Roberts               | Magnòlies d'acer                  | Shelby Eatenton Latcherie |       |
| Dianne Wiest                | Parenthood                        | Helen Buckman             |       |

### Dècada del 1990
| Any                    | Actriu                   | Pel·lícula                 | Paper |
| ---------------------- | ------------------------ | -------------------------- | ----- |
| 1990                   |                          |                            |       |
| Whoopi Goldberg        | Ghost                    | Oda Mae Brown              |       |
| Annette Bening         | Els estafadors           | Myra Langtry               |       |
| Lorraine Bracco        | Un dels nostres          | Karen Hill                 |       |
| Diane Ladd             | Cor salvatge             | Marietta Fortune           |       |
| Mary McDonnell         | Ballant amb llops        | Dempeus amb el puny en alt |       |
| 1991                   |                          |                            |       |
| Mercedes Ruehl         | El rei pescador          | Anne Napolitano            |       |
| Diane Ladd             | El preu de l'ambició     | Mare                       |       |
| Juliette Lewis         | El cap de la por         | Danielle Bowden            |       |
| Kate Nelligan          | El príncep de les marees | Lila Wingo Newbury         |       |
| Jessica Tandy          | Tomàquets verds fregits  | Ninny Threadgoode          |       |
| 1992                   |                          |                            |       |
| Marisa Tomei           | My Cousin Vinny          | Mona Lisa Vito             |       |
| Judy Davis             | Marits i mullers         | Sally                      |       |
| Joan Plowright         | Un abril màgic           | Sra. Fisher                |       |
| Vanessa Redgrave       | Retorn a Howards End     | Ruth Wilcox                |       |
| Miranda Richardson     | Damage                   | Ingrid Fleming             |       |
| 1993                   |                          |                            |       |
| Anna Paquin            | El piano                 | Flora McGrath              |       |
| Holly Hunter           | The Firm                 | Tammy Hemphill             |       |
| Rosie Perez            | Fearless                 | Carla Rodrigo              |       |
| Winona Ryder           | L'edat de la innocència  | May Welland                |       |
| Emma Thompson          | En el nom del pare       | Gareth Pierce              |       |
| 1994                   |                          |                            |       |
| Dianne Wiest           | Bales sobre Broadway     | Helen Sinclair             |       |
| Rosemary Harris        | Tom i Viv                | Rose Haigh-Wood            |       |
| Helen Mirren           | La follia del rei George | Reina Carlota              |       |
| Uma Thurman            | Pulp Fiction             | Mia Wallace                |       |
| Jennifer Tilly         | Bales sobre Broadway     | Olive Neal                 |       |
| 1995                   |                          |                            |       |
| Mira Sorvino           | Poderosa Afrodita        | Linda Ash                  |       |
| Joan Allen             | Nixon                    | Pat Nixon                  |       |
| Kathleen Quinlan       | Apol·lo 13               | Marilyn Lovell             |       |
| Mare Winningham        | Georgia                  | Georgia                    |       |
| Kate Winslet           | Sentit i sensibilitat    | Marianne Dashwood          |       |
| 1996                   |                          |                            |       |
| Juliette Binoche       | El pacient anglès        | Hana                       |       |
| Joan Allen             | The Crucible             | Elizabeth Proctor          |       |
| Lauren Bacall          | L'amor té dues cares     | Hannah Morgan              |       |
| Barbara Hershey        | Retrat d'una dama        | Madame Serena Merle        |       |
| Marianne Jean-Baptiste | Secrets and Lies         | Hortense Cumberbatch       |       |
| 1997                   |                          |                            |       |
| Kim Basinger           | L.A. Confidential        | Lynn Bracken               |       |
| Joan Cusack            | In & Out                 | Emily Montgomery           |       |
| Minnie Driver          | Good Will Hunting        | Skylar                     |       |
| Julianne Moore         | Boogie Nights            | Amber Waves                |       |
| Gloria Stuart          | Titànic                  | Rose Dawson Calvert        |       |
| 1998                   |                          |                            |       |
| Judi Dench             | Shakespeare in Love      | Elisabet I d'Anglaterra    |       |
| Kathy Bates            | Primary Colors           | Libby Holden               |       |
| Brenda Blethyn         | Little Voice             | Mari Hoff                  |       |
| Rachel Griffiths       | Hilary i Jackie          | Hilary du Pré              |       |
| Lynn Redgrave          | Gods and Monsters        | Hanna                      |       |
| 1999                   |                          |                            |       |
| Angelina Jolie         | Innocència interrompuda  | Lisa Rowe                  |       |
| Toni Collette          | The Sixth Sense          | Lynn Sear                  |       |
| Catherine Keener       | Being John Malkovich     | Maxine                     |       |
| Chloë Sevigny          | Boys Don't Cry           | Lana Tisdel                |       |
| Samantha Morton        | Acords i desacords       | Hattie                     |       |

### Dècada del 2000
| Any                  | Actriu                            | Pel·lícula                      | Paper |
| -------------------- | --------------------------------- | ------------------------------- | ----- |
| 2000                 |                                   |                                 |       |
| Marcia Gay Harden    | Pollock                           | Lee Krasner                     |       |
| Judi Dench           | Chocolat                          | Armande Voizin                  |       |
| Kate Hudson          | Gairebé famosos                   | Penny Lane                      |       |
| Frances McDormand    | Gairebé famosos                   | Elaine Miller                   |       |
| Julie Walters        | Billy Elliot                      | Sra. Wilkinson                  |       |
| 2001                 |                                   |                                 |       |
| Jennifer Connelly    | Una ment meravellosa              | Alicia Nash                     |       |
| Helen Mirren         | Gosford Park                      | Sra. Wilson                     |       |
| Maggie Smith         | Gosford Park                      | Constance, Comtessa de Trentham |       |
| Marisa Tomei         | A l'habitació                     | Natalie Strout                  |       |
| Kate Winslet         | Iris                              | Iris Murdoch                    |       |
| 2002                 |                                   |                                 |       |
| Catherine Zeta-Jones | Chicago                           | Velma Kelly                     |       |
| Kathy Bates          | About Schmidt                     | Roberta Hertzel                 |       |
| Julianne Moore       | The Hours                         | Laura Brown                     |       |
| Queen Latifah        | Chicago                           | Matron "Mama" Morton            |       |
| Meryl Streep         | Adaptation: el lladre d'orquídies | Susan Orlean                    |       |
| 2003                 |                                   |                                 |       |
| Renée Zellweger      | Cold Mountain                     | Ruby Thewes                     |       |
| Shohreh Aghdashloo   | House of Sand and Fog             | Nadireh Behrani                 |       |
| Patricia Clarkson    | Pieces of April                   | Joy Burns                       |       |
| Marcia Gay Harden    | Mystic River                      | Celeste Boyle                   |       |
| Holly Hunter         | Thirteen                          | Melanie Freeland                |       |
| 2004                 |                                   |                                 |       |
| Cate Blanchett       | L'aviador                         | Katharine Hepburn               |       |
| Laura Linney         | Kinsey                            | Clara McMillen                  |       |
| Virginia Madsen      | Entre copes                       | Maya Randall                    |       |
| Sophie Okonedo       | Hotel Rwanda                      | Tatiana Rusesabagina            |       |
| Natalie Portman      | Closer                            | Alice Ayres                     |       |
| 2005                 |                                   |                                 |       |
| Rachel Weisz         | The Constant Gardener             | Tessa Quayle                    |       |
| Amy Adams            | Junebug                           | Ashley Johnsten                 |       |
| Catherine Keener     | Capote                            | Harper Lee                      |       |
| Frances McDormand    | En terra d'homes                  | Glory Dodge                     |       |
| Michelle Williams    | Brokeback Mountain                | Alma Beers del Mar              |       |
| 2006                 |                                   |                                 |       |
| Jennifer Hudson      | Dreamgirls                        | Effie White                     |       |
| Adriana Barraza      | Babel                             | Amelia                          |       |
| Cate Blanchett       | Notes on a Scandal                | Sheba Hart                      |       |
| Abigail Breslin      | Petita Miss Sunshine              | Olive Hoover                    |       |
| Rinko Kikuchi        | Babel                             | Chieko Wataya                   |       |
| 2007                 |                                   |                                 |       |
| Tilda Swinton        | Michael Clayton                   | Karen Crowder                   |       |
| Cate Blanchett       | I'm Not There                     | Jude Quinn                      |       |
| Ruby Dee             | American Gangster                 | Mahale Lucas                    |       |
| Saoirse Ronan        | Expiació                          | Briony Tallis                   |       |
| Amy Ryan             | Adéu, nena, adéu                  | Helene McCready                 |       |
| 2008                 |                                   |                                 |       |
| Penelope Cruz        | Vicky Cristina Barcelona          | María Elena                     |       |
| Amy Adams            | Doubt                             | Germana James                   |       |
| Viola Davis          | Doubt                             | Sra. Miller                     |       |
| Taraji P. Henson     | El curiós cas de Benjamin Button  | Queenie                         |       |
| Marisa Tomei         | El lluitador                      | Cassidy/Pam                     |       |
| 2009                 |                                   |                                 |       |
| Mo'Nique             | Precious                          | Mary Lee Johnston               |       |
| Penélope Cruz        | Nine                              | Carla Albanese                  |       |
| Vera Farmiga         | Up in the Air                     | Alex Goran                      |       |
| Maggie Gyllenhaal    | Crazy Heart                       | Jean Craddock                   |       |
| Anna Kendrick        | Up in the Air                     | Natalie Keener                  |       |

### Dècada del 2010
| Any                  | Actriu                        | Pel·lícula             | Paper |
| -------------------- | ----------------------------- | ---------------------- | ----- |
| 2010                 |                               |                        |       |
| Melissa Leo          | The Fighter                   | Alice Eklund Ward      |       |
| Amy Adams            | The Fighter                   | Charlene Fleming       |       |
| Helena Bonham Carter | El discurs del rei            | Reina Elisabet         |       |
| Hailee Steinfeld     | True Grit                     | Mattie Ross            |       |
| Jacki Weaver         | Animal Kingdom                | Janine "Smurf" Cody    |       |
| 2011                 |                               |                        |       |
| Octavia Spencer      | The Help                      | Minny Jackson          |       |
| Bérénice Bejo        | The Artist                    | Peppy Miller           |       |
| Jessica Chastain     | The Help                      | Celia Foote            |       |
| Melissa McCarthy     | Bridesmaids                   | Megan                  |       |
| Janet McTeer         | Albert Nobbs                  | Hubert Page            |       |
| 2012                 |                               |                        |       |
| Anne Hathaway        | Les Misérables                | Fantine                |       |
| Amy Adams            | The Master                    | Peggy Dodd             |       |
| Sally Field          | Lincoln                       | Mary Todd Lincoln      |       |
| Helen Hunt           | The Sessions                  | Cheryl Cohen-Greene    |       |
| Jacki Weaver         | La part positiva de les coses | Dolores Solitano       |       |
| 2013                 |                               |                        |       |
| Lupita Nyong'o       | 12 anys d'esclavitud          | Patsey                 |       |
| Sally Hawkins        | Blue Jasmine                  | Ginger                 |       |
| Jennifer Lawrence    | American Hustle               | Rosalyn Rosenfeld      |       |
| Julia Roberts        | Agost                         | Barbara Weston-Fordham |       |
| June Squibb          | Nebraska                      | Kate Grant             |       |
| 2014                 |                               |                        |       |
| Patricia Arquette    | Boyhood                       | Olivia Evans           |       |
| Laura Dern           | Wild                          | Barbara "Bobbi" Grey   |       |
| Keira Knightley      | The Imitation Game            | Joan Clarke            |       |
| Emma Stone           | Birdman                       | Sam Thomson            |       |
| Meryl Streep         | Into the Woods                | La bruixa              |       |
| 2015                 |                               |                        |       |
| Alicia Vikander      | The Danish Girl               | Gerda Wegener          |       |
| Jennifer Jason Leigh | The Hateful Eight             | Daisy Domergue         |       |
| Rooney Mara          | Carol                         | Therese Belivet        |       |
| Rachel McAdams       | Spotlight                     | Sacha Pfeiffer         |       |
| Kate Winslet         | Steve Jobs                    | Joanna Hoffman         |       |
| 2016                 |                               |                        |       |
| Viola Davis          | Fences                        | Rose Maxson            |       |
| Naomie Harris        | Moonlight                     | Paula                  |       |
| Nicole Kidman        | Lion                          | Sue Brierley           |       |
| Octavia Spencer      | Hidden Figures                | Dorothy Vaughan        |       |
| Michelle Williams    | Manchester by the Sea         | Randi Chandler         |       |
| 2017                 |                               |                        |       |
| Allison Janney       | I, Tonya                      | LaVona Golden          |       |
| Mary J. Blige        | Mudbound                      | Florence Jackson       |       |
| Lesley Manville      | Phantom Thread                | Cyril Woodcock         |       |
| Laurie Metcalf       | Lady Bird                     | Marion McPherson       |       |
| Octavia Spencer      | The Shape of Water            | Zelda Delilah Fuller   |       |
| 2018                 |                               |                        |       |
| Regina King          | If Beale Street Could Talk    | Sharon Rivers          |       |
| Amy Adams            | El vici del poder             | Lynne Cheney           |       |
| Marina de Tavira     | Roma                          | Sofía                  |       |
| Emma Stone           | The Favourite                 | Abigail Masham         |       |
| Rachel Weisz         | The Favourite                 | Sarah Churchill        |       |
| 2019                 |                               |                        |       |
| Laura Dern           | Marriage Story                | Nora Fanshaw           |       |
| Kathy Bates          | Richard Jewell                | Barbara "Bobi" Jewell  |       |
| Scarlett Johansson   | Jojo Rabbit                   | Rosie Betzler          |       |
| Florence Pugh        | Donetes                       | Amy March              |       |
| Margot Robbie        | Bombshell                     | Kayla Pospisil         |       |

### Dècada del 2020
| Any                  | Actriu                              | Pel·lícula           | Paper         |
| -------------------- | ----------------------------------- | -------------------- | ------------- |
| 2020                 |                                     |                      |               |
| Youn Yuh-jung        | Minari: Història de la meva família | Soon-ja              |               |
| Maria Bakalova       | Borat Subsequent Moviefilm          | Tutar Sagdiyev       |               |
| Glenn Close          | Hillbilly Elegy                     | Bonnie "Mamaw" Vance |               |
| Olivia Colman        | El pare                             | Anne                 |               |
| Amanda Seyfried      | Mank                                | Marion Davies        |               |
| 2021                 |                                     |                      |               |
| Ariana DeBose        | West Side Story                     | Anita                |               |
| Jessie Buckley       | The Lost Daughter                   | Leda Caruso          |               |
| Judi Dench           | Belfast                             | Granny               |               |
| Kirsten Dunst        | The Power of the Dog                | Rose Gordon-Burbank  |               |
| Aunjanue Ellis       | King Richard                        | Oracene Price        |               |
| 2023                 |                                     |                      |               |
| Jamie Lee Curtis     | Tot a la vegada a tot arreu         | Deirdre Beaubeirdre  |               |
| Angela Bassett       | Black Panther: Wakanda Forever      | Ramonda              |               |
| Hong Chau            | The Whale                           | Liz                  |               |
| Kerry Condon         | The Banshees of Inisherin           | Siobhán Súilleabháin |               |
| Stephanie Hsu        | Tot a la vegada a tot arreu         | Jobu Tupaki          |               |
| 2024                 |                                     |                      |               |
| Da'Vine Joy Randolph | The Holdovers                       | Mary Lamb            |               |
| Emily Blunt          | Oppenheimer                         | Kitty Oppenheimer    |               |
| Danielle Brooks      | The Color Purple                    | Sofia                |               |
| America Ferrera      | Barbie                              | Gloria               |               |
| Jodie Foster         | Nyad                                | Bonnie Stoll         |               |
| 2025                 | Monica Barbaro                      | A Complete Unknown   | Joan Baez     |
| 2025                 | Ariana Grande                       | Wicked               | Galinda       |
| 2025                 | Felicity Jones                      | The Brutalist        | Erzsébet Tóth |
| 2025                 | Isabella Rossellini                 | Conclave             | Germana Agnes |
| 2025                 | Zoe Saldaña                         | Emilia Pérez         | Rita          |

## Superlatius
| Superlatiu                      | Millor actriu | Millor actriu     | Millor actriu secundària | Millor actriu secundària                                | En conjunt | En conjunt                                              |
| ------------------------------- | ------------- | ----------------- | ------------------------ | ------------------------------------------------------- | ---------- | ------------------------------------------------------- |
| Més premis                      | 4             | Katharine Hepburn | 2                        | Shelley Winters Dianne Wiest                            | 4          | Katharine Hepburn                                       |
| Més nominacions                 | 16            | Meryl Streep      | 6                        | Thelma Ritter                                           | 19         | Meryl Streep                                            |
| Més nominacions (sense guanyar) | 6             | Deborah Kerr      | 6                        | Thelma Ritter                                           | 6          | Deborah Kerr Thelma Ritter Glenn Close                  |
| Guanyadora de més edat          | 80            | Jessica Tandy     | 77                       | Peggy Ashcroft                                          | 80         | Jessica Tandy                                           |
| Nominada de més edat            | 85            | Emmanuelle Riva   | 87                       | Gloria Stuart                                           | 87         | Gloria Stuart                                           |
| Guanyadora més jove             | 21            | Marlee Matlin     | 10                       | Tatum O'Neal                                            | 10         | Tatum O'Neal                                            |
| Nominada més jove               | 9             | Quvenzhané Wallis | 10                       | Tatum O'Neal Abigail Breslin Quinn Cummings Mary Badham | 10         | Tatum O'Neal Abigail Breslin Quinn Cummings Mary Badham |

Les úniques actrius que han guanyat el premi dues vegades han estat: Shelley Winters el 1959 i 1965 (també va ser nominada el 1972, a més de rebre una nominació com a Actriu Principal el 1951) i Dianne Wiest el 1986 i 1994 (també va ser nominada el 1989).
Thelma Ritter va obtenir sis nominacions, més que qualsevol altra actriu, i com que mai va aconseguir-ne el premi, té el rècord de nominacions sense èxit. A més, també és l'única actriu que va ser nominada quatre vegades consecutives per l'Acadèmia (1950-1953). Glenn Close va ser nominada de forma consecutiva durant tres anys (1982-1984).
Les actrius que compten amb quatre nominacions als premis són: Ethel Barrymore, Agnes Moorehead, Lee Grant, Maureen Stapleton, Geraldine Page, Maggie Smith i Meryl Streep. Tant les nominacions d'Agnes Moorehead com les de Geraldine Page van resultar fallides (encara que Geraldine Page va guanyar l'Oscar a la millor actriu); les altres actrius el van aconseguir almenys un cop.
Aquelles actrius que tenen tres nominacions són: Anne Revere, Celeste Holm, Claire Trevor, Angela Lansbury, Shelley Winters, Glenn Close, Diane Ladd, Dianne Wiest, Frances McDormand i Cate Blanchett. Lansbury, Close, Ladd i McDormand no han obtingut mai el Premi a la Millor Actriu Secundària (encara que McDormand va aconseguir el de Millor Actriu Principal).
Hattie McDaniel va ser la primera actriu afroamericana, Rita Moreno la primera (i única) actriu portorriquenya, Catherine Zeta-Jones la primera (i única) actriu gal·lesa, Cate Blanchett la primera (i única) actriu australiana, i Penélope Cruz la primera (i única) actriu espanyola en guanyar aquest Oscar.
Cate Blanchett va ser la primera actriu a guanyar aquest premi per una interpretació d'una altra actriu de Hollywood oscaritzada: Katharine Hepburn.

### Les més guardonades
Actrius amb més premis Oscar:
| Núm. | Actriu/s                      |
| ---- | ----------------------------- |
| 2    | Shelley Winters, Dianne Wiest |

### Les més nominades
Actrius amb més nominacions:
| Núm. | Actriu/s |
| ---- | --- |
| 6    | Thelma Ritter |
| 5    | Amy Adams |
| 4    | Ethel Barrymore, Glenn Close, Lee Grant, Agnes Moorehead, Geraldine Page, Maggie Smith, Maureen Stapleton, Meryl Streep |
| 3    | Kathy Bates, Cate Blanchett, Gladys Cooper, Judi Dench, Celeste Holm, Diane Ladd, Angela Lansbury, Frances McDormand, Anne Revere, Octavia Spencer, Claire Trevor, Marisa Tomei, Dianne Wiest, Kate Winslet, Shelley Winters |
| 2    | Jane Alexander, Joan Allen, Fay Bainter, Beulah Bondi, Alice Brady, Dyan Cannon, Penélope Cruz, Joan Cusack, Viola Davis, Melinda Dillon, Mildred Dunnock, Edith Evans, Marcia Gay Harden, Ruth Gordon, Gloria Grahame, Eileen Heckart, Wendy Hiller, Holly Hunter, Anjelica Huston, Madeline Kahn, Catherine Keener, Shirley Knight, Elsa Lanchester, Piper Laurie, Mercedes McCambridge, Sylvia Miles, Helen Mirren, Julianne Moore, Maria Ouspenskaya, Estelle Parsons, Marjorie Rambeau, Vanessa Redgrave, Joyce Redman, Julia Roberts, Gale Sondergaard, Jacki Weaver, May Whitty, Michelle Williams, Teresa Wright |

## Nacionalitats de les guanyadores
| Nacionalitat  | Guanyadors | % Guanyadors |
| ------------- | ---------- | ------------ |
| Estatunidenca | 59         | 74,5%        |
| Britànica     | 9          | 12%          |
| Altres        | 12         | 13,5%        |
| Total         | 80         | 100%         |